# St Alfege-kerk
De St Alfege-kerk bevindt zich in het centrum van Greenwich in de gelijknamige borough in Londen.

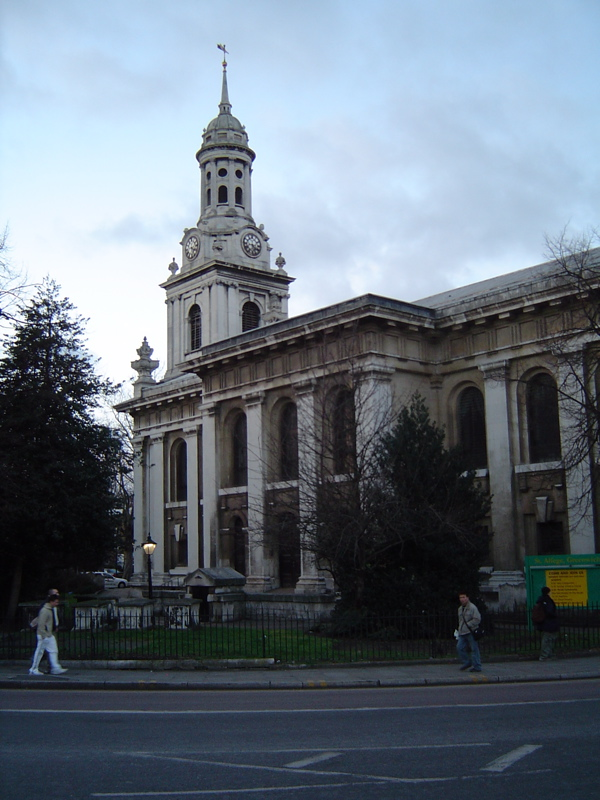
St Alfege, Greenwich, Londen

## Geschiedenis
De kerk is genoemd naar de aartsbisschop van Canterbury die op 19 april 1012 werd gedood door Vikingen. De kerk is volgens de overlevering de plaats waar de executie van Alfegus plaatsvond.
De eerste melding van een kerk op deze plaats is tijdens de bouw van de tweede kerk rond het jaar 1290. In 1491 werd in deze kerk Hendrik VIII gedoopt. De kerk uit 1290 werd in 1710 verwoest door een storm. Het gebouw was tegen die tijd door de graven die buiten en in de kerk waren gedolven dusdanig verzwakt dat, op de toren na, het gehele bouwwerk verloren is gegaan. De huidige kerk, waarin de oude toren is opgenomen, werd in 1714 begonnen naar een ontwerp van Nicholas Hawksmoor. De bouw werd gesubsidieerd door de Commission for Building Fifty New Churches. Het gebouw werd voltooid in 1718.
Rond 1730 werd de oude toren te gevaarlijk om ongewijzigd te behouden. John James ontwierp een nieuwe toren waarin de oude werd opgenomen en verstevigd. De spits werd in 1830 opnieuw vervangen na een blikseminslag.

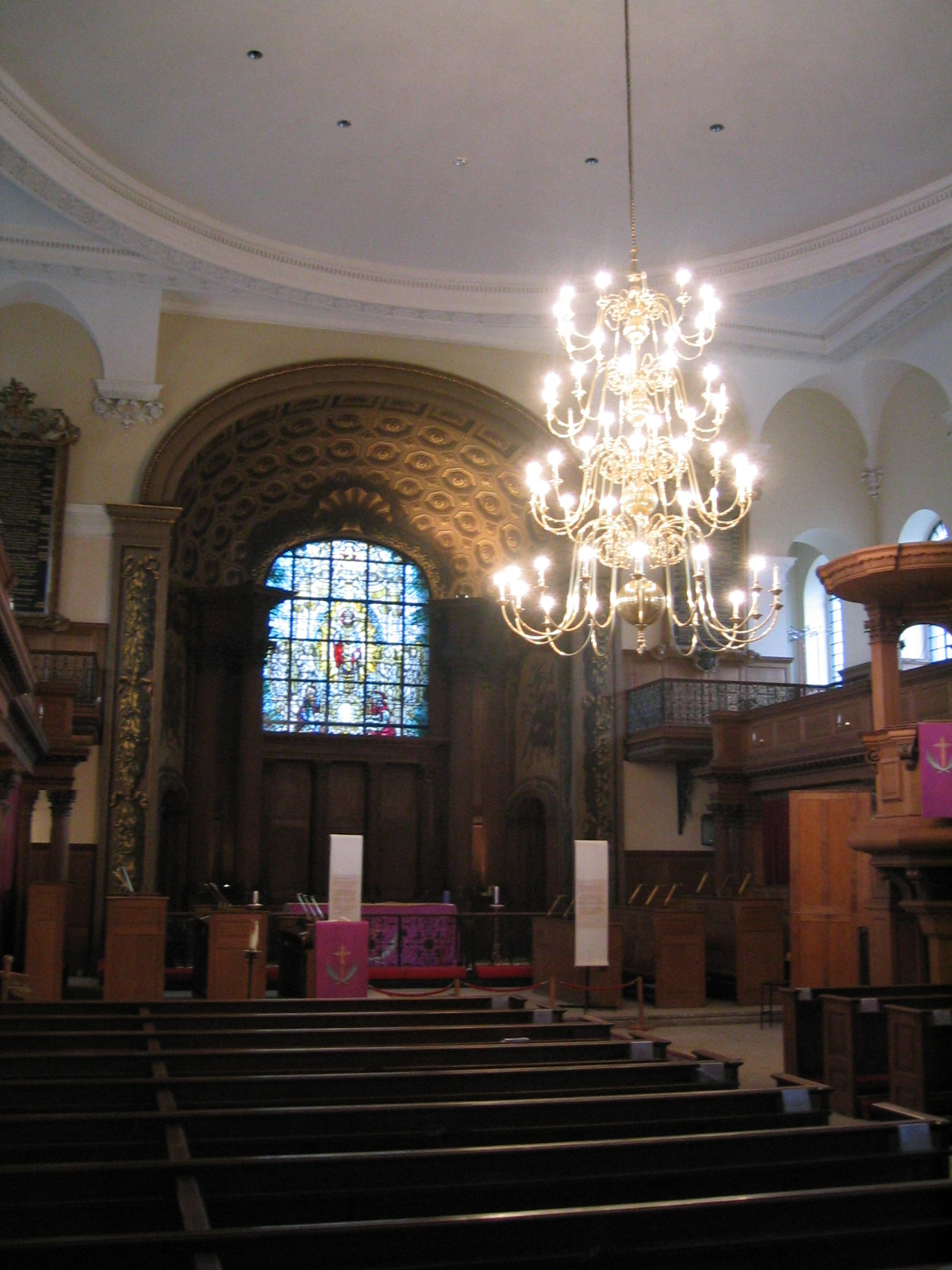
Interieur St Alfege kerk

Tijdens de Blitz op 19 maart 1941 werd de kerk geraakt door bommen waardoor het dak instortte. Het interieur werd door het brandende dak volledig verwoest. De muren en de toren bleven echter overeind staan en werden in 1953 gerestaureerd met de hulp van Sir Albert Richardson. De kerk wordt momenteel gebruikt voor diensten van de Anglicaanse Kerk en de viering van Founder's Day van de Addey and Stanhope en John Roan School.

## Begraven in St Alfege
In de St Alfege kerk liggen verschillende bekende Britten begraven. Onder anderen renaissancecomponist Thomas Tallis, generaal James Wolfe, ontdekkingsreiziger Henry Kelsey en actrice Lavinia Fenton.